# Madrisahorn
Madrisahorn är ett berg i Schweiz.   Det ligger i regionen Prättigau/Davos och kantonen Graubünden, i den östra delen av landet, 180 km öster om huvudstaden Bern. Toppen på Madrisahorn är 2 826 meter över havet, eller 862 meter över den omgivande terrängen. Bredden vid basen är 12,3 km.
Terrängen runt Madrisahorn är bergig åt sydväst, men åt nordost är den kuperad. Närmaste större samhälle är Klosters Serneus, 5,3 km sydväst om Madrisahorn. 
Trakten runt Madrisahorn består i huvudsak av gräsmarker. Runt Madrisahorn är det glesbefolkat, med 18 invånare per kvadratkilometer.